# (77621) Koten
(77621) Koten est un astéroïde de la ceinture principale.

## Description
(77621) Koten est un astéroïde de la ceinture principale. Il fut découvert le 25 mai 2001 à l'observatoire d'Ondřejov par Petr Pravec et Peter Kušnirák. Il présente une orbite caractérisée par un demi-grand axe de 3,10 UA, une excentricité de 0,15 et une inclinaison de 9,8° par rapport à l'écliptique.

## Compléments